# José Luis Munárriz
José Luis Munárriz né José Luis Munárriz e Iraizoz à Estella-Lizarra (Navarre) en 26 août 1762 et mort à Madrid le 18 juillet 1830 est un écrivain, traducteur, critique littéraire et poète espagnol.

## Biographie
Il suit des études à Salamanque pendant 22 ans et devient le recteur de l'université de la ville entre 1771 et 1772. Il travaille comme critique littéraire dans Semanario de Salamanca sous le pseudonyme Pablo Zamalloa.
Il s'installe à Madrid en 1796 et entre au service de la Compagnie royale des Philippines, où il devient secrétaire puis directeur le 30 mars 1815.
Le 2 octobre 1796, il est élu membre honoraire de l'Académie royale des beaux-arts de San Fernando ; il étudie et réforme l'enseignement des arts. Le 1er mai 1807, il est nommé secrétaire de l'Académie mais démissionne pour incompatibilité avec d'autres emplois en 1815, bien qu'il reste présent comme conseiller.
Avec la révolution libérale de Rafael del Riego, il devient membre de la Sociedad Patriótica de Pamplona en 1820.
De 1821 à 1823, il fait partie de la Direction générale des études et devient membre en 1822 de la Junta de Libertad de Imprenta (« Conseil pour la liberté d'impression »). Il est également député aux Cortes pour la Navarre de 1822 à 1823.

## Œuvre
Munárriz devient ami du poète libéral Manuel José Quintana et publie de nombreux vers dans la presse quotidienne, mais est surtout connu pour ses traductions, en particulier pour Lecciones sobre la Retórica y las Bellas Letras, traduction de Lectures on Rhetoric and Belles Lettres de Hugh Blair. Il y inclut une étude sur six poèmes d'épopée espagnole ; dans la troisième réédition de 1822, il ajoute un essai sur la littérature espagnole qui anticipe sur certains points le romantisme (ce dernier est plus tardif dans son pays qu'au nord de l'Europe). Il publie enfin un précis de cette œuvre en 1815.
Le 30 juin 1820, il publie Suplemento al Correo Universal de Literatura y Política, o Refutación de sus números 1 y 2 en lo relativo a la Compañía de Filipinas (« Supplément au Courrier universel de littérature et politique, ou Réfutation des numéros 1 et 2 relatifs à la Compagnie des Philippines »). 
Ses idées d'esthétique littéraire sont clairement préromantiques : la poésie est le « langage des passions », dit-il traduisant Hugh Blair. Ses affirmations linguistiques sont un peu moins heureuses, comme celle qui fait descendre la langue espagnole du gotique.